# Wisin & Yandel
Wisin & Yandel är en puertoricansk musikgrupp bildad 1998 i Cayey. Gruppen består av Juan Luis Morera Luna (Wisin) och Llandel Veguilla Malavé Salazar (Yandel).

## Karriär
Mellan åren 2000 och 2012 har de släppt 11 studioalbum, 3 livealbum och 5 samlingsalbum. Av deras studioalbum så har sex av dem nått första plats på albumlistan Latin Albums i USA. Det var deras femte studioalbum Pa'l Mundo som satte ordentlig fart på deras karriär då det sålde fler än 1 miljon exemplar över hela världen. De har spelat in låtar med mängder av kända artister som Aventura, 50 Cent, Enrique Iglesias, T-Pain, Jennifer Lopez, Don Omar, Akon, Paris Hilton, Ricky Martin, med flera. På singellistan Latin Songs i USA så har de haft åtta singlar på första plats och ytterligare åtta inom topp-10.
Den 27 juli 2010 släpptes singeln "Estoy Enamorado" som den första och enda singeln från deras tredje livealbum La Revolución: Live. Den officiella musikvideon till låten hade fler än 67 miljoner visningar på Youtube i augusti 2012. Singeln nådde sjunde plats på singellistan Latin Songs i USA.

## Diskografi

### Studioalbum
- 2000 - Los Reyes del Nuevo Milenio
- 2001 - De Nuevos a Viejos
- 2003 - Mi Vida... My Life
- 2004 - De Otra Manera
- 2005 - Pa'l Mundo
- 2006 - Los Vaqueros
- 2007 - Wisin vs. Yandel: Los Extraterrestres
- 2008 - Wisin & Yandel Presentan: La Mente Maestra
- 2009 - La Revolución
- 2011 - Los Vaqueros: El Regreso
- 2012 - Líderes
- 2018 - Los campeones del pueblo
- 2019 - La Gerencia

### Livealbum
- 2007 - Pa'l Mundo All Access Live
- 2007 - Tomando Control: Live
- 2010 - La Revolución: Live

### Samlingsalbum
- 2005 - Mi Vida: La Película
- 2005 - Grandes Exitos
- 2007 - 2010 Lost Edition
- 2009 - El Dúo de la Historia Vol. 1
- 2010 - W&Y Presentan: WY Records: Lo Mejor De La Compañía